# Административно-территориальное деление Кемеровской области

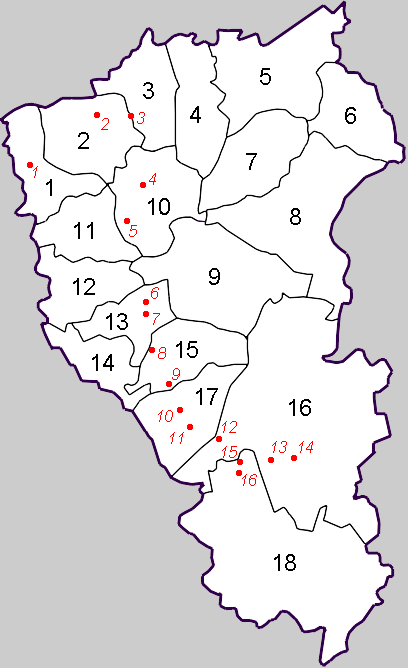
Муниципальное устройство в области:
Муниципальные округа и муниципальные районы*:
1 — Юргинский, 2 — Яшкинский, 3 — Яйский, 4 — Ижморский, 5 — Мариинский, 6 — Тяжинский, 7 — Чебулинский, 8 — Тисульский, 9 — Крапивинский, 10 — Кемеровский, 11 — Топкинский, 12 — Промышленновский, 13 — Ленинск-Кузнецкий, 14 — Гурьевский, 15 — Беловский, 16 — Новокузнецкий*, 17 — Прокопьевский, 18 — Таштагольский*
- муниципальные районы
Центры городских округов (красным):
1 — Юргинский, 2 — Тайгинский, 3 — Анжеро-Судженский, 4 — Березовский, 5 — Кемеровский, 6 — Ленинск-Кузнецкий, 7 — Полысаевский, 8 — Беловский, 9 — Краснобродский, 10 — Киселёвский, 11 — Прокопьевский, 12 — Новокузнецкий, 13 — Мысковский, 14 — Междуреченский, 15 — Осинниковский, 16 — Калтанский

## Административно-территориальное устройство
Согласно Закону «Об административно-территориальном устройстве Кемеровской области», субъект РФ включает следующие административно-территориальные единицы:
- 19 городов областного подчинения
  - 1 город районного подчинения (Салаир), подчинённый городу областного подчинения;
- 1 посёлок городского типа областного подчинения (Краснобродский);
- 19 административных районов;
  - 17 посёлков городского типа районного подчинения (Белогорск, Верх-Чебула, Зеленогорский, Ижморский, Итатский, Каз, Комсомольск, Крапивинский, Мундыбаш, Промышленная, Спасск, Темиртау, Тисуль, Тяжинский, Шерегеш, Яшкино, Яя);
  - 154 сельские территории.

Согласно Закону «Об административно-территориальном устройстве Кемеровской области», границы административно-территориальных единиц совпадают с границами соответствующих муниципальных образований, установленными Законом «О статусе и границах муниципальных образований».
Административным центром Кемеровской области является город Кемерово.

### Города и пгт областного подчинения и административные районы
| Города областного подчинения                  |                         |                         |         |         |
| 1                                             | Кемерово                | город Кемерово          | 282,3   | 542 928 |
| 2                                             | Новокузнецк             | город Новокузнецк       | 424,3   | 528 747 |
| 3                                             | Анжеро-Судженск         | город Анжеро-Судженск   | 339,9   | 68 622  |
| 4                                             | Белово                  | город Белово            | 219,3   | 117 941 |
| 5                                             | Берёзовский             | город Берёзовский       | 82,0    | 45 333  |
| 6                                             | Гурьевск                | город Гурьевск          |         | 28 992  |
| 7                                             | Калтан                  | город Калтан            | 98,5    | 28 531  |
| 8                                             | Киселёвск               | город Киселёвск         | 292,0   | 84 362  |
| 9                                             | Мариинск                | город Мариинск          |         | 39 883  |
| 10                                            | Ленинск-Кузнецкий       | город Ленинск-Кузнецкий | 112,7   | 93 582  |
| 11                                            | Междуреченск            | город Междуреченск      |         | 94 435  |
| 12                                            | Мыски                   | город Мыски             | 728,5   | 40 685  |
| 13                                            | Осинники                | город Осинники          | 71,4    | 43 151  |
| 14                                            | Полысаево               | город Полысаево         | 49,3    | 28 256  |
| 15                                            | Прокопьевск             | город Прокопьевск       | 227,5   | 170 429 |
| 16                                            | Тайга                   | город Тайга             | 553,4   | 22 823  |
| 17                                            | Таштагол                | город Таштагол          |         | 21 209  |
| 18                                            | Топки                   | город Топки             |         | 26 648  |
| 19                                            | Юрга                    | город Юрга              | 44,8    | 77 092  |
| Посёлок городского типа областного подчинения |                         |                         |         |         |
| I                                             | Краснобродский          | пгт Краснобродский      | 132,6   | 13 849  |
| Административные районы                       |                         |                         |         |         |
| 1                                             | Беловский район         | село Вишнёвка           | 3180,0  | 24205   |
| 2                                             | Гурьевский район        | город Гурьевск          | 2390,0  | 9197    |
| 3                                             | Ижморский район         | пгт Ижморский           | 3580,0  | 9488    |
| 4                                             | Кемеровский район       | город Кемерово          | 4510,0  | 44 910  |
| 5                                             | Крапивинский район      | пгт Крапивинский        | 6930,0  | 21 510  |
| 6                                             | Ленинск-Кузнецкий район | город Ленинск-Кузнецкий | 2400,0  | 138 130 |
| 7                                             | Мариинский район        | город Мариинск          | 5580,0  | 50 001  |
| 8                                             | Междуреченский район    | город Междуреченск      | 6988,0  | 1170    |
| 9                                             | Новокузнецкий район     | город Новокузнецк       | 13290,0 | 51 600  |
| 10                                            | Прокопьевский район     | город Прокопьевск       | 3500,0  | 42 882  |
| 11                                            | Промышленновский район  | пгт Промышленная        | 3080,0  | 45 088  |
| 12                                            | Таштагольский район     | город Таштагол          | 11320,0 | 48 262  |
| 13                                            | Тисульский район        | пгт Тисуль              | 8060,0  | 17 727  |
| 14                                            | Топкинский район        | город Топки             | 2690,0  | 14 048  |
| 15                                            | Тяжинский район         | пгт Тяжинский           | 3531,0  | 17 891  |
| 16                                            | Чебулинский район       | пгт Верх-Чебула         | 3780,0  | 12 877  |
| 17                                            | Юргинский район         | город Юрга              | 2520,0  | 19 250  |
| 18                                            | Яйский район            | пгт Яя                  | 2760,0  | 15 225  |
| 19                                            | Яшкинский район         | пгт Яшкино              | 3480,0  | 25 792  |

## Муниципальное устройство
В рамках муниципального устройства, в границах административно-территориальных единиц области к 1 января 2019 года образованы 210 муниципальных образований, в том числе:
- 16 городских округов,
- 18 муниципальных районов,
  - 22 городских поселения,
  - 154 сельских поселения.

Муниципальные районы Гурьевский, Ижморский, Кемеровский, Крапивинский, Ленинск-Кузнецкий, Прокопьевский, Промышленновский, Топкинский, Тяжинский, Чебулинский, Юргинский, Яйский, Яшкинский в 2019 году упразднены, а все входившие в их состав поселения объединены в муниципальные округа. На 1 января 2020 года в составе Кемеровской области оставалось 5 муниципальных районов, 10 городских и 40 сельских поселений.
Законом Кемеровской области — Кузбасса от 07.10.2020 № 111-ОЗ 15.11.2020 Тисульский муниципальный район был преобразован в муниципальный округ.
С 1 июня 2021 году в муниципальные округа были преобразованы Беловский и Мариинский муниципальные районы, в результате муниципальное устройство Кемеровской области — Кузбасса выглядит так:
- 16 городских округов,
- 16 муниципальных округов,
- 2 муниципальных района
  - 6 городских поселений,
  - 10 сельских поселений.

### Городские, муниципальные округа и муниципальные районы
| №                    | Флаг | Герб | Название          | Центр                   | Площадь, км² | Население, чел. (2025) | Плотность населения, чел./км² | Число населённых пунктов |
| -------------------- | ---- | ---- | ----------------- | ----------------------- | ------------ | ---------------------- | ----------------------------- | ------------------------ |
| Городские округа     |      |      |                   |                         |              |                        |                               |                          |
| 1                    |      |      | Кемеровский       | город Кемерово          | 329,25       | ↘542 928               | 1649                          | 1                        |
| 2                    |      |      | Новокузнецкий     | город Новокузнецк       | 424,27       | ↘528 747               | 1246                          | 1                        |
| 3                    |      |      | Анжеро-Судженский | город Анжеро-Судженск   | 366,40       | ↘68 622                | 187                           | 9                        |
| 4                    |      |      | Беловский         | город Белово            | 218,95       | ↘117 941               | 539                           | 7                        |
| 5                    |      |      | Берёзовский       | город Берёзовский       | 122,29       | ↘45 333                | 371                           | 3                        |
| 6                    |      |      | Калтанский        | город Калтан            | 98,45        | ↘28 531                | 290                           | 5                        |
| 7                    |      |      | Киселёвский       | город Киселёвск         | 292,00       | ↘84 362                | 289                           | 6                        |
| 8                    |      |      | Краснобродский    | пгт Краснобродский      | 132,49       | ↘13 849                | 105                           | 3                        |
| 9                    |      |      | Ленинск-Кузнецкий | город Ленинск-Кузнецкий | 112,72       | ↘93 582                | 830                           | 3                        |
| 10                   |      |      | Междуреченский    | город Междуреченск      | 7306,27      | ↘95 550                | 13                            | 12                       |
| 11                   |      |      | Мысковский        | город Мыски             | 728,53       | ↘40 685                | 56                            | 15                       |
| 12                   |      |      | Осинниковский     | город Осинники          | 85,34        | ↘43 151                | 506                           | 2                        |
| 13                   |      |      | Полысаевский      | город Полысаево         | 49,29        | ↘28 256                | 573                           | 3                        |
| 14                   |      |      | Прокопьевский     | город Прокопьевск       | 227.54       | ↘170 429               | 749                           | 1                        |
| 15                   |      |      | Тайгинский        | город Тайга             | 553,44       | ↘22 823                | 41                            | 6                        |
| 16                   |      |      | Юргинский         | город Юрга              | 44,81        | ↘77 092                | 1720                          | 1                        |
| Муниципальные округа |      |      |                   |                         |              |                        |                               |                          |
| 1                    |      |      | Беловский         | село Вишнёвка           | 3184,05      | ↘24 205                |                               | 47                       |
| 2                    |      |      | Гурьевский        | город Гурьевск          | 2180,29      | ↘35 988                |                               | 31                       |
| 3                    |      |      | Ижморский         | пгт Ижморский           | 3609,71      | ↘9488                  |                               | 40                       |
| 4                    |      |      | Кемеровский       | город Кемерово          | 4300,24      | ↘44 910                |                               | 71                       |
| 5                    |      |      | Крапивинский      | пгт Крапивинский        | 6882,23      | ↘21 510                |                               | 33                       |
| 6                    |      |      | Ленинск-Кузнецкий | город Ленинск-Кузнецкий | 2356,12      | ↗138 130               |                               | 68                       |
| 7                    |      |      | Мариинский        | город Мариинск          | 5606,84      | ↘50 001                |                               | 56                       |
| 8                    |      |      | Прокопьевский     | город Прокопьевск       | 3449,96      | ↗42 882                |                               | 75                       |
| 9                    |      |      | Промышленновский  | пгт Промышленная        | 3083,08      | ↘45 088                |                               | 59                       |
| 10                   |      |      | Тисульский        | пгт Тисуль              | 8083,60      | ↘17 727                |                               | 37                       |
| 11                   |      |      | Топкинский        | город Топки             | 2773,56      | ↘40 199                |                               | 58                       |
| 12                   |      |      | Тяжинский         | пгт Тяжинский           | 3531,01      | ↘17 891                |                               | 42                       |
| 13                   |      |      | Чебулинский       | пгт Верх-Чебула         | 3741,27      | ↘12 877                |                               | 29                       |
| 14                   |      |      | Юргинский         | город Юрга              | 2510,00      | ↘19 250                |                               | 63                       |
| 15                   |      |      | Яйский            | пгт Яя                  | 2668,74      | ↘15 225                |                               | 40                       |
| 16                   |      |      | Яшкинский         | пгт Яшкино              | 3483,80      | ↘25 792                |                               | 53                       |
| Муниципальные районы |      |      |                   |                         |              |                        |                               |                          |
| 1                    |      |      | Новокузнецкий     | город Новокузнецк       | 13039,60     | ↗51 600                |                               | 134                      |
| 2                    |      |      | Таштагольский     | город Таштагол          | 269,48       | ↘48 262                |                               | 94                       |

## Сельские и городские поселения
Выделяемые в рамках административно-территориального устройства, 4 города областного подчинения (Гурьевск, Мариинск, Топки, Таштагол), 1 город районного подчинения (Салаир, подчинённый администрации райцентра — города Гурьевска), и 17 посёлков городского типа районного подчинения (Ижморский, Крапивинский, Зеленогорский, Промышленная, Мундыбаш, Каз, Спасск, Темиртау, Шерегеш, Тисуль, Белогорск, Комсомольск, Тяжинский, Итатский, Верх-Чебула, Яя, Яшкино), а также 154 сельские территории составляли образованные в рамках муниципального устройства 22 городских поселения и 154 сельских поселения, списки которых представлены ниже по муниципальным районам (по состоянию на 1 января 2019 года). С 1 июня 2021 года в составе Кемеровской области остаются 52 муниципальных района, 6 городских и 10 сельских поселений.

### Новокузнецкий муниципальный район
Код ОКТМО — 32 619
- Загорское сельское поселение (код ОКТМО — 32 619 422)
  - с. Бунгур
  - п. 360 км
  - п. 75-й пикет
  - д. Глуховка
  - п. Загорский
  - п. Ивановка
  - п. Мир
  - п. Подгорный
  - п. Рассвет
  - д. Шарап
  - п. Южный
  - с. Костенково
  - п. Алексеевка
  - п. Ананьино
  - п. Апанас
  - с. Берёзово
  - п. Верх-Кинерки
  - п. Красный Холм
  - д. Мостовая
  - п. Новый Урал
  - д. Таловая
- Кузедеевское сельское поселение (код ОКТМО — 32 619 433)
  - п. Кузедеево
  - п. Балластный Карьер
  - с. Большая Сулага
  - п. Гавриловка
  - д. Крутая
  - п. Курья
  - с. Лыс
  - п. Новостройка
  - п. Осман
  - п. Подстрелка
  - п. Усть-Тала
  - п. Шартонка
  - с. Сары-Чумыш
  - с. Бенжереп 1-й
  - с. Бенжереп 2-й
  - п. Кандалеп
  - п. Килинск
  - п. Мунай
  - п. Урнас
  - с. Шарово
  - п. Юла
- Красулинское сельское поселение (код ОКТМО — 32 619 432)
  - с. Красулино
  - с. Анисимово
  - п. Весёлый
  - п. Ерунаково
  - п.ст. Ерунаково
  - д. Жерново
  - п. Иганино
  - п. Казанково
  - п. Недорезово
  - п. Тагарыш
  - п. Усково
  - п. Успенка
  - п. Чичербаево
  - с. Ильинка
  - с. Бедарево
  - д. Митино
  - п. Степной
  - д. Шорохово
  - п. Металлургов
  - п. Восточный
  - п. Северный
  - п. Сметанино
- Сосновское сельское поселение (код ОКТМО — 32 619 460)
  - с. Сосновка
  - с. Букино
  - п. Калиновский
  - п. Калмыковский
  - п. Ключи
  - п. Красинск
  - п. Ленинский
  - с. Малиновка
  - д. Михайловка
  - п. Новый
  - п. Пушкино
  - п. Таргайский Дом Отдыха
  - д. Учул
  - п. Юрьевка
  - с. Куртуково
  - п. Белорус
  - п. Гавриловка
  - п. Заречный
  - п. Корчагол
  - п. Кульчаны
  - п. Нижние Кинерки
  - п. Николаевка
  - д. Подгорная
  - п. Подкорчияк
  - п. Рябиновка
  - п. Тайлеп
  - с. Таргай
  - п. Фёдоровка
- Терсинское сельское поселение (код ОКТМО — 32 619 468)
  - п. Осиновое Плесо
  - п. Загадное
  - с. Краснознаменка
  - с. Макариха
  - п. Мутный
  - п. Увал
  - п. Усть-Аскарлы
  - п. Усть-Нарык
  - с. Ячменюха
  - с. Сидорово
  - п.ст. Бардина
  - д. Есаулка
  - п.ст. Керегеш
  - с. Кругленькое
  - д. Малая Щедруга
  - д. Мокроусово
  - п. Терехино
  - п.ст. Тоннель
  - п. Чистая Грива
  - п. Чистогорский
  - д. Славино
- Центральное сельское поселение (код ОКТМО — 32 619 473)
  - с. Атаманово
  - п. Баевка
  - п. Тальжино
  - п.ст. Тальжино
  - п. Староабашево
  - с. Безруково
  - п. Берензас
  - п. Берёзовая Грива
  - с. Боровково
  - п. Верх-Подобас
  - п. Черемза
  - п. Елань
  - с. Ашмарино
  - п. Муратово
  - п. Смирновка
  - с. Красная Орловка
  - п. Верхний Калтан
  - п. Зелёный Луг
  - п. Красный Калтан
  - с. Юрково
  - п. Чёрный Калтан

Законом Кемеровской области от 7 марта 2013 года № 17-ОЗ (действие закона приостановлено законом Кемеровской области от 19 июня 2013 года, который был признан утратившим силу законом Кемеровской области от 26 ноября 2013 года № 116-ОЗ), объединены:
- Бунгурское сельское поселение и Костёнковское сельское поселение во вновь образованное муниципальное образование Загорское сельское поселение с административным центром в посёлке Загорский;
- Ильинское сельское поселение, Красулинское сельское поселение и Металлургское сельское поселение во вновь образованное муниципальное образование Красулинское сельское поселение с административным центром в селе Красулино;
- Кузедеевское сельское поселение и Сары-Чумышское сельское поселение во вновь образованное муниципальное образование Кузедеевское сельское поселение с административным центром в посёлке Кузедеево;
- Куртуковское сельское поселение и Сосновское сельское поселение во вновь образованное муниципальное образование Сосновское сельское поселение с административным центром в селе Сосновка;
- Сидоровское сельское поселение, Терсинское сельское поселение и Чистогорское сельское поселение во вновь образованное муниципальное образование Терсинское сельское поселение с административным центром в посёлке Чистогорский;
- Атамановское сельское поселение, Безруковское сельское поселение, Еланское сельское поселение и Орловское сельское поселение во вновь образованное муниципальное образование Центральное сельское поселение с административным центром в селе Атаманово.

### Таштагольский муниципальный район
Код ОКТМО — 32 627
- Таштагольское городское поселение (код ОКТМО — 32 627 101)
  - г. Таштагол
- Казское городское поселение (код ОКТМО — 32 627 154)
  - пгт Каз
  - п.ст. Тенеш
- Мундыбашское городское поселение (код ОКТМО — 32 627 157)
  - пгт Мундыбаш
  - п. Подкатунь
  - п. Тельбес
- Спасское городское поселение (код ОКТМО — 32 627 162)
  - пгт Спасск
  - п. Тарлашка
  - п. Турла
  - п. Усть-Уруш
- Темиртауское городское поселение (код ОКТМО — 32 627 165)
  - пгт Темиртау
  - п. Кедровка
  - п. Сухаринка
  - п. Учулен
- Шерегешское городское поселение (код ОКТМО — 32 627 175)
  - пгт Шерегеш
  - п. Ближний Кезек
  - п. Верхний Анзас
  - п. Викторьевка
  - п. Дальний Кезек
  - п. За-Мрассу
  - п. Парушка
  - п. Средний Чилей
  - п. Суета
  - п. Таенза
  - п. Усть-Анзас
  - п. Чазы-Бук
- Каларское сельское поселение (код ОКТМО — 32 627 413)
  - п. Калары
  - п. 517 км
  - п. 524 км
  - п. 534 км
  - п. 538 км
  - п. рзд. 545 км
  - п. Амзас
  - п. Базанча
  - п. Базарный
  - п. Берёзовая речка
  - п. Весёлая Грива
  - п. Каменный Карьер
  - п. Карагол
  - п. Кондома
  - п. Клёпочный
  - п. Луговской
  - п. Петухов Лог
  - п. Центральный
  - п. Чугунаш
- Коуринское сельское поселение (код ОКТМО — 32 627 417)
  - п. Алтамаш
  - п. Габовск
  - п. Зайцево
  - п. Калташ
  - п. Килинск
  - п. Нижний Сокол
  - п. Чушла
  - п. Юдино
  - п. Якунинск
- Кызыл-Шорское сельское поселение (код ОКТМО — 32 627 420)
  - п. Ключевой
  - п. Большой Лабыш
  - п. Верх-Кочура
  - п. Верхний Таймет
  - п. Камзас
  - п. Карбалык
  - п. Малый Лабыш
  - п. Мрассу
  - п. Сайзак
  - п. Сокушта
  - п. Чулеш
- Усть-Кабырзинское сельское поселение (код ОКТМО — 32 627 438)
  - п. Усть-Кабырза
  - п. Анзас
  - п. Белка
  - п. Верхние Кичи
  - п. Верхний Алзак
  - п. Верхний Бугзас
  - п. Верхний Нымзас
  - п. Верхняя Александровка
  - п. Джелсай
  - п. Кантус
  - п. Колхозный Карчит
  - п. Нижние Кичи
  - п. Нижний Алзак
  - п. Нижний Нымзас
  - п. Новый Парлагол
  - п. Сарасет
  - п. Сензас
  - п. Средние Кичи
  - п. Средний Бугзас
  - п. Средняя Пурла
  - п. Таска
  - п. Усть-Азас (Шортайга)
  - п. Усть-Карагол
  - п. Усть-Кезес
  - п. Усть-Пызас
  - п. Узунгол
  - п. Чилису-Анзас
  - п. Эльбеза

### Бывшие поселения упразднённых муниципальных районов
Муниципальные районы Гурьевский, Ижморский, Кемеровский, Крапивинский, Ленинск-Кузнецкий, Прокопьевский, Промышленновский, Топкинский, Тяжинский, Чебулинский, Юргинский, Яйский, Яшкинский в 2019 году упразднены, В 2020 году упразднён Тисульский район, все входившие в их состав поселения объединены в муниципальные округа.

#### Беловский муниципальный район
С 1 июня 2021 года муниципальный район преобразован в Беловский муниципальный округ.
Код ОКТМО — 32 601
- Бековское сельское поселение (код ОКТМО — 32 601 402)
  - с. Беково
  - д. Верховская
  - п. Октябрьский
  - с. Челухоево
- Евтинское сельское поселение (код ОКТМО — 32 601 412)
  - с. Евтино
  - с. Каракан
  - с. Коновалово
  - д. Новодубровка
  - п. Новый Каракан
  - с. Вишнёвка
  - п. Степной
  - с. Поморцево
  - п. Петровский
  - с. Сидорёнково
- Менчерепское сельское поселение (код ОКТМО — 32 601 432)
  - с. Менчереп
  - п. Дунай Ключ
  - п. Задубровский
  - п. Камешек
  - д. Коротково
  - д. Хахалино
  - д. Ивановка
  - д. Калиновка
- Моховское сельское поселение (код ОКТМО — 32 601 436)
  - с. Мохово
  - с. Конево
  - п.ст. Мереть
  - п.ст. Проектная
  - д. Новороссийка
  - п. Убинский
- Новобачатское сельское поселение (код ОКТМО — 32 601 414)
  - с. Новобачаты
  - п. им. Ильича
- Пермяковское сельское поселение (код ОКТМО — 32 601 444)
  - с. Пермяки
  - д. Каралда
  - с. Новохудяково
  - д. Чигирь
- Старобачатское сельское поселение (код ОКТМО — 32 601 451)
  - п. Старобачаты
  - с. Артышта
  - д. Бороденково
  - п.ст. Бускускан
  - д. Шестаки
  - п. Щебзавод
  - д. Инюшка
  - д. Рямовая
  - д. Уроп
- Старопестерёвское сельское поселение (код ОКТМО — 32 601 452)
  - с. Старопестерёво
  - п. Снежинский
  - д. Осиновка
  - с. Заринское
  - п. Заря

Законом Кемеровской области от 4 апреля 2013 года № 42-ОЗ, объединены:
- Вишнёвское сельское поселение и Евтинское сельское поселение во вновь образованное муниципальное образование Евтинское сельское поселение с административным центром в селе Евтино;
- Коневское сельское поселение и Моховское сельское поселение во вновь образованное муниципальное образование Моховское сельское поселение с административным центром в селе Мохово;
- Инюшинское сельское поселение и Старопестеревское сельское поселение во вновь образованное муниципальное образование Старопестеревское сельское поселение с административным центром в селе Старопестерево.

#### Гурьевский муниципальный район
30 октября 2019 года был принят законопроект о преобразовании Гурьевского муниципального района в Гурьевский муниципальный округ. 16 ноября Гурьевский муниципальный район упразднён.
Код ОКТМО — 32 602
- Гурьевское городское поселение (код ОКТМО — 32 602 101)
  - г. Гурьевск
- Салаирское городское поселение (код ОКТМО — 32 602 104)
  - г. Салаир
  - п. Гавриловка
  - п. Салаирский Дом Отдыха
- Горскинское сельское поселение (код ОКТМО — 32 602 404)
  - с. Горскино
- Малосалаирское сельское поселение (код ОКТМО — 32 602 420)
  - с. Малая Салаирка
- Новопестерёвское сельское поселение (код ОКТМО — 32 602 428)
  - с. Новопестерёво
  - д. Дегтяревка
  - д. Мостовая
  - с. Печёркино
- Раздольное сельское поселение (код ОКТМО — 32 602 430)
  - п. Раздольный
  - п. Лесной
  - д. Шанда
  - рзд. 20 км
- Сосновское сельское поселение (код ОКТМО — 32 602 435)
  - п. Сосновка
  - п. Заречный
  - д. Каменушка
  - с. Кочкуровка
  - п. Понтряжка
  - д. Чуваш-Пай
- Ур-Бедаревское сельское поселение (код ОКТМО — 32 602 450)
  - с. Ур-Бедари
  - д. Саратовка
  - с. Кулебакино
  - д. Усть-Канда
- Урское сельское поселение (код ОКТМО — 32 602 455)
  - п. Урск
  - п. Апрелька
  - с. Дмитриевка
  - п. Заря
  - п. Тайгинский леспромхоз
  - д. Маслиха
  - д. Подкопенная

#### Ижморский муниципальный район
Код ОКТМО — 32 604
- Ижморское городское поселение (код ОКТМО — 32 604 151)
  - пгт Ижморский
  - п. Берёзовский
  - с. Ижморка-2
  - д. Азаново
- Колыонское сельское поселение (код ОКТМО — 32 604 416)
  - с. Колыон
  - д. Нижегородка
  - д. Новопокровка
  - д. Ольговка
  - д. Старопокровка
  - с. Тёплая Речка
- Красноярское сельское поселение (код ОКТМО — 32 604 420)
  - с. Красный Яр
  - д. Большая Златогорка
  - п. Большекитатский
  - д. Вяземка
  - п. Глухаринка
  - с. Иверка
  - д. Красная Тайга
  - п. Малая Златогорка
  - п. Новый Свет
  - д. Тихеевка
- Святославское сельское поселение (код ОКТМО — 32 604 428)
  - с. Святославка
  - п. Котовский
  - с. Левашовка
  - с. Новославянка
  - д. Новоорловка
  - с. Островка
- Симбирское сельское поселение (код ОКТМО — 32 604 432)
  - с. Симбирка
  - с. Летяжка
  - с. Тундра
- Постниковское сельское поселение (код ОКТМО — 32 604 424)
  - с. Постниково
  - с. Берикуль
  - д. Большая Песчанка
  - с. Почитанка
  - рзд. 3669 км
- Троицкое сельское поселение (код ОКТМО — 32 604 436)
  - с. Троицкое
  - с. Воскресенка
  - п.ст. Иверка
  - д. Листвянка
  - с. Ломачевка
  - п. 324 км

В августе-сентябре 2019 года все городские и сельские поселения муниципального района упразднены и объединены в муниципальный округ.

#### Кемеровский муниципальный район
Код ОКТМО — 32 607
- Арсентьевское сельское поселение (код ОКТМО — 32 607 404)
  - п. Разведчик
  - п. Арсентьевка
  - п. Бердовка
  - п. Вотиновка
  - д. Дмитриевка
  - с. Нижняя Суета
  - п. Ровенский
  - п. Сосновка
  - п. Сосновка-2
  - п. Успенка
  - п. Юго-Александровка
- Береговое сельское поселение (код ОКТМО — 32 607 408)
  - д. Береговая
  - п. Кузбасский
  - п. Ленинградский
  - д. Маручак
  - п. Смирновский
  - д. Смолино
- Берёзовское сельское поселение (код ОКТМО — 32 607 412)
  - с. Берёзово
  - п. Новостройка
  - д. Пугачи
  - д. Сухая Речка
- Елыкаевское сельское поселение (код ОКТМО — 32 607 424)
  - с. Елыкаево
  - д. Александровка
  - с. Андреевка
  - д. Вознесенка
  - д. Воскресенка
  - д. Журавлево
  - д. Жургавань
  - д. Илиндеевка
  - д. Ляпки
  - д. Малиновка
  - п. Михайловский
  - д. Осиновка
  - п. Панинск
  - п. Привольный
  - с. Силино
  - д. Солонечная
  - д. Старочервово
  - д. Тебеньковка
  - д. Упоровка
  - д. Урманай
- Звёздное сельское поселение (код ОКТМО — 32 607 426)
  - п. Звёздный
  - п. Благодатный
  - д. Денисово
  - д. Креково
  - д. Мозжуха
  - п. Семёновский
- Суховское сельское поселение (код ОКТМО — 32 607 441)
  - п. Металлплощадка
  - д. Сухово
- Щегловское сельское поселение (код ОКТМО — 32 607 416)
  - п. Щегловский
  - с. Барановка
  - с. Верхотомское
  - п. Известковый
  - д. Новая Балахонка
  - п. Новоподиково
  - д. Пещерка
  - д. Подъяково
  - п. Солнечный
  - д. Старая Балахонка
  - д. Сутункин Брод
  - д. Усть-Хмелевка
  - п. Черёмушки
- Ягуновское сельское поселение (код ОКТМО — 32 607 444)
  - с. Ягуново
  - д. Заря
  - п. Мамаевский
  - п. Новоискитимск
- Ясногорское сельское поселение (код ОКТМО — 32 607 428)
  - п. Ясногорский
  - рзд. Буреничево
  - д. Камышная
  - с. Мазурово
  - п. Пригородный

В августе-сентябре 2019 года все сельские поселения муниципального района упразднены и объединены в муниципальный округ.

#### Крапивинский муниципальный район
Код ОКТМО — 32 610
- Крапивинское городское поселение (код ОКТМО — 32 610 151)
  - пгт Крапивинский
  - д. Фомиха
- Зеленогорское городское поселение (код ОКТМО — 32 610 153)
  - пгт Зеленогорский
- Банновское сельское поселение (код ОКТМО — 32 610 404)
  - с. Банново
  - д. Змеинка
  - д. Ивановка
  - д. Комаровка
  - п. Михайловский
- Барачатское сельское поселение (код ОКТМО — 32 610 408)
  - с. Барачаты
  - д. Кабаново
  - п. Красные Ключи
  - д. Скарюпино
- Борисовское сельское поселение (код ОКТМО — 32 610 412)
  - с. Борисово
  - д. Максимово
- Зелёновское сельское поселение (код ОКТМО — 32 610 416)
  - п. Зеленовский
  - п. Плотниковский
- Каменское сельское поселение (код ОКТМО — 32 610 420)
  - с. Каменка
  - с. Арсеново
  - д. Ключи
  - п. Медвежка
  - с. Салтымаково
- Крапивинское сельское поселение (код ОКТМО — 32 610 424)
  - с. Междугорное
  - п. Каменный
  - с. Поперечное
- Мельковское сельское поселение (код ОКТМО — 32 610 428)
  - п. Перехляй
  - д. Бердюгино
  - п. Ленинка
- Тарадановское сельское поселение (код ОКТМО — 32 610 436)
  - с. Тараданово
  - д. Долгополово
- Шевелевское сельское поселение (код ОКТМО — 32 610 446)
  - д. Шевели
  - п. Берёзовка
  - д. Новобарачаты
  - д. Сарапки

В августе-сентябре 2019 года все городские и сельские поселения муниципального района упразднены и объединены в муниципальный округ.

#### Ленинск-Кузнецкий муниципальный район
Код ОКТМО — 32 613
- Демьяновское сельское поселение (код ОКТМО — 32 613 416)
  - п. Демьяновка
  - рзд. 189 км
  - п. Егозово
  - п. Золотаревский
  - д. Нижегородка
  - д. Новогеоргиевка
  - д. Новопокровка
  - п. Красная Поляна
  - д. Красноярка
  - п. Лапшиновка
  - п. Литвиновский
  - п. Озеровка
  - с. Хмелево
  - с. Чесноково
- Драченинское сельское поселение (код ОКТМО — 32 613 420)
  - с. Драченино
  - рзд. 169 км
  - п.ст. Непрерывка
  - п. Петровский
  - п.ст. Раскатиха
  - д. Сапогово
  - рзд. Строительный
  - д. Трекино
  - с. Худяшово
  - п. Школьный
- Горняцкое сельское поселение (код ОКТМО — 32 613 412)
  - п. Восходящий
  - п. Горняк
  - п.ст. Егозово
  - п. Клейзавода
  - п. Новоильинский
  - п. Новокамышинский
  - п. Солнечный
- Краснинское сельское поселение (код ОКТМО — 32 613 432)
  - с. Красное
  - с. Ариничево
  - п. Кокуй
  - п. Харьков Лог
  - п. Хрестиновский
- Подгорновское сельское поселение (код ОКТМО — 32 613 448)
  - с. Подгорное
  - п. Ивановка
  - п. Красноярка
  - п. Новоурский
  - п. Павловка
  - п. Поречье
  - п. Родниковый
  - п. Русскоурский
  - п. Свердловский
  - с. Устюжанино
- Чкаловское сельское поселение (код ОКТМО — 32 613 452)
  - п. Чкаловский
  - д. Возвышенка
  - п. Красная Горка
  - п. Мирный
  - п. Новогородец
  - д. Новопокасьма
  - п. Ракитный
- Чусовитинское сельское поселение (код ОКТМО — 32 613 456)
  - с. Чусовитино
  - п. Берёзовка
  - п. Новый
  - с. Панфилово
  - д. Семёново
- Шабановское сельское поселение (код ОКТМО — 32 613 460)
  - с. Шабаново
  - п. Дружный
  - с. Камышино
  - п. Карьер (Белая Глинка)
  - п. Мусохраново
  - п. Орловский
  - д. Покровка
  - д. Соколовка
  - д. Торопово
  - п. Южный

В августе-сентябре 2019 года все сельские поселения муниципального района упразднены и объединены в муниципальный округ.

#### Мариинский муниципальный район
С 1 июня 2021 года муниципальный район преобразован в Мариинский муниципальный округ.
Код ОКТМО — 32 616
- Мариинское городское поселение (код ОКТМО — 32 616 101)
  - г. Мариинск
- Белогородское сельское поселение (код ОКТМО — 32 616 404)
  - с. Белогородка
  - с. Николаевка 1-я
  - п. Правдинка
- Большеантибесское сельское поселение (код ОКТМО — 32 616 412)
  - с. Малый Антибес
  - с. Большой Антибес
  - п. Заречный
  - д. Кайдулы
  - с. Подъельники
  - д. Юрьевка
- Благовещенское сельское поселение (код ОКТМО — 32 616 408)
  - с. Благовещенка
  - с. Колеул
  - с. Обояновка
  - с. Тенгулы
- Красноорловское сельское поселение (код ОКТМО — 32 616 416)
  - с. Красные Орлы
  - д. Камышенка
  - д. Петровка
  - д. Тюменево
- Калининское сельское поселение (код ОКТМО — 32 616 414)
  - п. Калининский
  - п.ст. Антибесская
  - п. Бобровский
  - рзд. Калининский
  - д. Комиссаровка
  - с. Мальковка
  - с. Раздольное
- Кийское сельское поселение (код ОКТМО — 15 32 616 15)
  - д. Пристань 2-я
  - п. Кийский
  - п.ст. Приметкино
  - д. Раевка
- Лебяжье сельское поселение (код ОКТМО — 32 616 420)
  - п. Лебяжий
  - д. Куркули
  - п. Пихтовка
  - д. Столяровка
  - д. Тонгул
  - д. Тундинка
- Малопесчанское сельское поселение (код ОКТМО — 32 616 424)
  - с. Малопесчанка
  - п. Зенкино
  - д. Кирсановка
- Николаевское сельское поселение (код ОКТМО — 32 616 428)
  - с. Николаевка 2-я
  - д. Милёхино
  - с. Рубино
- Первомайское сельское поселение (код ОКТМО — 32 616 440)
  - п. Первомайский
  - п. 10-й разъезд
  - д. Константиновка
  - п. Чистопольский
- Сусловское сельское поселение (код ОКТМО — 32 616 444)
  - с. Суслово
  - рзд. 3747 км
  - д. Знаменка
  - д. Ивановка
  - д. Святогорка
  - д. Фёдоровка
- Таёжно-Михайловское сельское поселение (код ОКТМО — 32 616 448)
  - с. Таёжно-Михайловка
  - п. Заборье
  - п. Таёжно-Александровка
  - с. Туйла

#### Прокопьевский муниципальный район
Код ОКТМО — 32 622
- Большеталдинское сельское поселение (код ОКТМО — 32 622 404)
  - с. Большая Талда
  - д. Малая Талда
  - д. Осиновка
- Бурлаковское сельское поселение (код ОКТМО — 32 622 408)
  - с. Бурлаки
  - п. Ивановка
  - с. Карагайла
  - с. Кутоново
  - п. Пушкино
  - п. Севск
  - с. Старосергеевка
  - п. Тихоновка
  - п.ст. Ускат
- Каменно-Ключевское сельское поселение (код ОКТМО — 32 622 424)
  - п.ст. Каменный Ключ
  - с. Еловка
  - д. Каменный Ключ
  - с. Кара-Чумыш
  - с. Оселки
- Калачёвское сельское поселение (код ОКТМО — 32 622 420)
  - п. Калачёво
  - п. Матюшино
  - п. Индустрия
  - с. Новорождественское
  - п. Новый Путь
- Кузбасское сельское поселение (код ОКТМО — 32 622 436)
  - п. Октябрьский
  - д. Антоновка
  - с. Котино
  - д. Кыргай
  - д. Лукьяновка
  - п. Майский
  - п. Октябрь
  - с. Соколово
  - п. Тыхта
- Михайловское сельское поселение (код ОКТМО — 32 622 444)
  - с. Михайловка
  - д. Алексеевка
  - с. Иганино
  - с. Инченково
  - п. Малиновка
- Сафоновское сельское поселение (код ОКТМО — 32 622 448)
  - п. Новосафоновский
  - п. Большой Керлегеш
  - с. Верх-Егос
  - п. Верх-Тереш
  - п. Золх
  - п. Кара-Чумыш
  - п. Красная Горка
  - п. Красная Поляна
  - п. Нижний Тереш
  - п. Новостройка
  - п. Свободный
  - п. Смышляево
  - п. Тайбинка
  - с. Томское
  - п. Центральный
  - п. Чистугаш
- Терентьевское сельское поселение (код ОКТМО — 32 622 452)
  - с. Терентьевское
  - п. Кольчегиз
  - п. Серп и Молот
  - п.ст. Терентьевская
  - п. Тихоновка
  - п. Ускатский
  - п. Чапаевский
- Трудармейское сельское поселение (код ОКТМО — 32 622 454)
  - п. Трудармейский
  - п.ст. Инченково
  - с. Калиновка
  - с. Канаш
  - п.ст. Тырган
  - п.ст. Углерод
- Яснополянское сельское поселение (код ОКТМО — 32 622 460)
  - п. Ясная Поляна
  - п. Егултыс
  - п. Ключи
  - с. Лучшево
  - п. Маяковка
  - п. Первомайский
  - п. Плодопитомник
  - п. Хлебозавода
  - с. Шарап
  - п. Школьный

В августе-сентябре 2019 года все сельские поселения муниципального района упразднены и объединены в муниципальный округ.

#### Промышленновский муниципальный район
Код ОКТМО — 32 625
- Промышленновское городское поселение (код ОКТМО — 32 625 151)
  - пгт Промышленная
- Вагановское сельское поселение (код ОКТМО — 32 625 408)
  - с. Ваганово
  - с. Журавлево
  - д. Иван-Брод
  - д. Касимовка
  - д. Прогресс
- Калинкинское сельское поселение (код ОКТМО — 32 625 414)
  - д. Калинкино
  - д. Портнягино
  - д. Ушаково
  - п. Октябрьский
- Лебедевское сельское поселение (код ОКТМО — 32 625 416)
  - с. Лебеди
  - д. Корбелкино
  - д. Подкопенная
  - д. Пор-Искитим
  - д. Уфимцево
- Окуневское сельское поселение (код ОКТМО — 32 625 424)
  - с. Окунево
  - п. 210 км
  - рзд. Новый Исток
  - д. Пьяново
  - п. Ранний
- Падунское сельское поселение (код ОКТМО — 32 625 432)
  - п.ст. Падунская
  - д. Васьково
  - с. Абышево
  - с. Березово
  - д. Денисовка
  - д. Озерки
- Плотниковское сельское поселение (код ОКТМО — 32 625 428)
  - п. Плотниково
  - п. Брянский (157 км)
  - п. Восход
  - д. Колычево
  - п. Нагорный
  - п. Первомайский
  - д. Плотниково
  - п. Соревнование
  - д. Сыромолотная
- Пушкинское сельское поселение (код ОКТМО — 32 625 436)
  - с. Краснинское
  - п. Иваново-Родионовский
  - д. Каменка
  - д. Пархаевка
  - д. Пушкино
- Тарабаринское сельское поселение (код ОКТМО — 32 625 440)
  - с. Труд
  - п. 239 км
  - п. 251 км
  - д. Байрак
  - д. Еремино
  - п.ст. Контрольная
  - с. Морозово
  - д. Протопопово
  - д. Тарабарино
  - п. Цветущий
- Тарасовское сельское поселение (код ОКТМО — 32 625 444)
  - с. Тарасово
  - п. Голубево
  - д. Калтышино
  - д. Шипицино
  - д. Шуринка
- Титовское сельское поселение (код ОКТМО — 32 625 448)
  - с. Титово
  - п. Тарсьма
  - д. Усть-Каменка
  - д. Усть-Тарсьма

В августе-сентябре 2019 года все городские и сельские поселения муниципального района упразднены и объединены в муниципальный округ.

#### Тисульский муниципальный район
Код ОКТМО — 32 628
- Тисульское городское поселение (код ОКТМО — 32 628 151)
  - пгт Тисуль
  - п. Ржавчик
- Белогорское городское поселение (код ОКТМО — 32 628 154)
  - пгт Белогорск
- Комсомольское городское поселение (код ОКТМО — 32 628 160)
  - пгт Комсомольск
  - п. Большая Натальевка
  - п. Макаракский
- Берикульское сельское поселение (код ОКТМО — 32 628 402)
  - п. Берикульский
  - п. Московка
  - п. Новый Берикуль
- Большебарандатское сельское поселение (код ОКТМО — 32 628 408)
  - с. Большой Барандат
  - д. Вознесенка
  - д. Усть-Барандат
- Куликовское сельское поселение (код ОКТМО — 32 628 412)
  - с. Куликовка
  - с. Колба
  - д. Новоивановка
- Листвянское сельское поселение (код ОКТМО — 32 628 415)
  - д. Листвянка
  - с. Усть-Колба
- Полуторниковское сельское поселение (код ОКТМО — 32 628 420)
  - п. Полуторник
  - п. Камень-Садат
  - п. Яковлевка
- Серебряковское сельское поселение (код ОКТМО — 32 628 418)
  - д. Серебряково
- Тамбарское сельское поселение (код ОКТМО — 32 628 424)
  - с. Тамбар
  - д. Большепичугино
  - п. Кинжир
  - п. Новогеоргиевка
  - с. Солдаткино
- Третьяковское сельское поселение (код ОКТМО — 32 628 428)
  - с. Третьяково
  - д. Антоново
  - д. Байла
  - д. Дворниково
  - д. Кайчак
- Утинское сельское поселение (код ОКТМО — 32 628 436)
  - п. Утинка
  - с. Большой Берчикуль
  - с. Городок
  - д. Кондрашка
  - п. Смычка
- Центральское сельское поселение (код ОКТМО — 32 628 440)
  - п. Центральный

15 ноября 2020 года городские и сельские поселения муниципального района были объединены в муниципальный округ.

#### Топкинский муниципальный район
Код ОКТМО — 32 631
- Топкинское городское поселение (код ОКТМО — 32 631 101)
  - г. Топки
- Верх-Падунское сельское поселение (код ОКТМО — 32 631 404)
  - п. Верх-Падунский
  - д. Катково
  - п. Магистральный
  - п. Среднеберезоский
  - д. Тыхта
- Зарубинское сельское поселение (код ОКТМО — 32 631 412)
  - с. Зарубино
  - с. Глубокое
  - д. Медынино
  - п. Октябрьский
  - с. Подонино
  - д. Усть-Стрелина
- Лукошкинское сельское поселение (код ОКТМО — 32 631 416)
  - с. Лукошкино
  - рзд. 96 км
  - д. Козлово
  - п. Центральный
  - рзд. Юрьевка
- Осиногривское сельское поселение (код ОКТМО — 32 631 420)
  - д. Осиновая Грива
  - рзд. 115 км
  - рзд. 123 км
  - п. Знаменский
  - д. Корниловка
  - п. Трещёвский
- Соломинское сельское поселение (код ОКТМО — 32 631 424)
  - п. Рассвет
  - п. Ключевой
  - д. Симаново
  - д. Терехино
- Топкинское сельское поселение (код ОКТМО — 32 631 428)
  - с. Топки
  - п. 13 км
  - п. 15 км
  - д. Дедюево
  - рзд. Дедюево
- Усть-Сосновское сельское поселение (код ОКТМО — 32 631 432)
  - с. Усть-Сосново
  - д. Бархатово
  - д. Кокуй
  - п. Левососновский
  - п. Романовский
- Хорошеборское сельское поселение (код ОКТМО — 32 631 436)
  - с. Хорошеборка
  - п. Верх-Мостовинский
  - д. Опарино
  - п. Раздолье
  - д. Чаща
- Черемичкинское сельское поселение (код ОКТМО — 32 631 440)
  - с. Черемичкино
  - рзд. 130 км
  - рзд. 137 км
  - д. Пинигино
  - д. Уньга
- Шишинское сельское поселение (код ОКТМО — 32 631 444)
  - п. Шишино
  - рзд. 64 км
  - рзд. 79 км
  - п. Комсомольский
  - п. Листвянка
- Юрьевское сельское поселение (код ОКТМО — 32 631 448)
  - д. Малый Корчуган
  - д. Большой Корчуган
  - д. Бурухино
  - п. Мокроусовский
  - д. Цыпино

29 июня 2019 года муниципальный район упразднён, а все его поселения объединены в муниципальный округ.

#### Тяжинский муниципальный район
Код ОКТМО — 32 634
- Тяжинское городское поселение (код ОКТМО — 32 634 151)
  - пгт Тяжинский
- Итатское городское поселение (код ОКТМО — 32 634 154)
  - пгт Итатский
  - д. Новомарьинка
- Акимо-Анненское сельское поселение (код ОКТМО — 32 634 412)
  - д. Акимо-Анненка
  - д. Беляковка
  - с. Бороковка
  - д. Новотроицк
- Кубитетское сельское поселение (код ОКТМО — 32 634 404)
  - с. Кубитет
  - д. Новопреображенка
  - д. Старый Урюп
  - д. Чернышово
- Листвянское сельское поселение (код ОКТМО — 32 634 408)
  - п. Листвянка
  - п. Валерьяновка
  - п. Заря
  - п. Путятинский
- Нововосточное сельское поселение (код ОКТМО — 32 634 424)
  - п. Нововосточный
  - ж/д будка 3755 км
  - п.ст. Аверьяновка
  - с. Борисоглебское
  - д. Ключевая
  - п. Октябрьский
  - д. Почаевка
  - с. Старый Тяжин
- Новоподзорновское сельское поселение (код ОКТМО — 32 634 414)
  - с. Новоподзорново
  - д. Изындаево
- Новопокровское сельское поселение (код ОКТМО — 32 634 416)
  - с. Новопокровка
  - д. Алексеевка
  - с. Большая Покровка
  - с. Малопичугино
  - д. Сертинка
- Преображенское сельское поселение (код ОКТМО — 32 634 420)
  - с. Преображенка
  - д. Камышловка
  - д. Тяжино-Вершинка
- Ступишинское сельское поселение (код ОКТМО — 32 634 428)
  - с. Ступишино
  - д. Георгиевка
  - с. Даниловка
  - с. Прокопьево
  - с. Сандайка
  - д. Теплая Речка
- Тисульское сельское поселение (код ОКТМО — 32 634 432)
  - с. Тисуль
- Чулымское сельское поселение (код ОКТМО — 32 634 436)
  - с. Чулым
  - д. Макарово

В августе-сентябре 2019 года все городские и сельские поселения муниципального района упразднены и объединены в муниципальный округ.

#### Чебулинский муниципальный район
Код ОКТМО — 32 637
- Верх-Чебулинское городское поселение (код ОКТМО — 32 637 151)
  - пгт Верх-Чебула
  - д. Новоказанка
  - д. Орлово-Розово
  - д. Петропавловка
  - д. Покровка
- Алчедатское сельское поселение (код ОКТМО — 32 637 404)
  - с. Алчедат
  - д. Дмитриевка
  - п. 1-й
  - п. 2-й
  - п. 3-й
  - п. 4-й
- Ивановское сельское поселение (код ОКТМО — 32 637 412)
  - п. Новоивановский
  - с. Ивановка
  - д. Михайловка
  - п. Новоивановский 2-й
  - п. Новоивановский 3-й
  - п. Новоивановский 4-й
- Усманское сельское поселение (код ОКТМО — 32 637 420)
  - с. Усманка
  - п. Боровой
  - п. Мурюк
  - с. Николаевка
- Усть-Сертинское сельское поселение (код ОКТМО — 32 637 424)
  - с. Усть-Серта
  - д. Курск-Смоленка
  - д. Шестаково
- Усть-Чебулинское сельское поселение (код ОКТМО — 32 637 428)
  - с. Усть-Чебула
- Чумайское сельское поселение (код ОКТМО — 32 637 432)
  - с. Чумай
  - п. Казанка-20
  - д. Карачарово
  - д. Кураково

В августе-сентябре 2019 года все городские и сельские поселения муниципального района упразднены и объединены в муниципальный округ.

#### Юргинский муниципальный район
Код ОКТМО — 32 640
- Арлюкское сельское поселение (код ОКТМО — 32 640 404)
  - п.ст. Арлюк
  - рзд. 31 км
  - рзд. 46 км
  - п. Васильевка
  - д. Глинковка
  - п. Линейный
  - д. Чёрный Падун
  - д. Юльяновка
- Зеледеевское сельское поселение (код ОКТМО — 32 640 408)
  - д. Зеледеево
  - д. Алаево
  - с. Варюхино
  - д. Макурино
- Лебяжье-Асановское сельское поселение (код ОКТМО — 32 640 412)
  - д. Лебяжье-Асаново
  - рзд. 139 км
  - д. Бжицкая
  - п. Зелёная Горка
  - п. Кленовка
  - п.ст. Таскаево
  - д. Шитиково
  - п. Юргинский
- Мальцевское сельское поселение (код ОКТМО — 32 640 416)
  - с. Мальцево
  - д. Елгино
  - д. Милютино
  - д. Томилово
- Новоромановское сельское поселение (код ОКТМО — 32 640 420)
  - д. Новороманово
  - д. Белянино
  - с. Большеямное
  - с. Верх-Тайменка
  - д. Кирово
  - д. Колбиха
  - д. Колмаково
  - д. Копылово
  - д. Митрофаново
  - п. Речной
  - д. Юрманово
- Попереченское сельское поселение (код ОКТМО — 32 640 424)
  - с. Поперечное
  - д. Большой Улус
  - д. Каип
  - д. Любаровка
  - д. Мариновка
  - рзд. 54 км
- Проскоковское сельское поселение (код ОКТМО — 32 640 428)
  - с. Проскоково
  - д. Алабучинка
  - д. Безменово
  - п. Заозёрный
  - д. Кожевниково
  - п. Приречье
  - п. Сокольники
  - д. Филоново
  - д. Чахлово
  - д. Чутовка
  - д. Ясная Поляна
- Тальское сельское поселение (код ОКТМО — 32 640 432)
  - д. Талая
  - д. Пятково
- Юргинское сельское поселение (код ОКТМО — 32 640 436)
  - п.ст. Юрга 2-я
  - рзд. 14 км
  - рзд. 23 км
  - б/п. 149 км
  - д. Зимник
  - п. Логовой
  - д. Новоягодное
  - д. Сарсаз
  - д. Старый Шалай

В августе-сентябре 2019 года все сельские поселения муниципального района упразднены и объединены в муниципальный округ.

#### Яйский муниципальный район
Код ОКТМО — 32 643
- Яйское городское поселение (код ОКТМО — 32 643 151)
  - пгт Яя
  - п. Наша Родина
- Безлесное сельское поселение (код ОКТМО — 32 643 404)
  - п. Безлесный
  - п. Майский
  - п. Новостройка
  - п. Подсобный
  - п. Щербиновка
- Бекетское сельское поселение (код ОКТМО — 32 643 408)
  - с. Бекет
  - с. Верх-Великосельское
  - д. Тихеевка
  - с. Яя-Борик
- Вознесенское сельское поселение (код ОКТМО — 32 643 412)
  - с. Вознесенка
  - д. Емельяновка
  - д. Михайловка
  - д. Назаровка
  - п. Новоникольское
  - д. Соболинка
- Дачно-Троицкое сельское поселение (код ОКТМО — 32 643 416)
  - п.ст. Судженка
  - п. Турат
  - п. Чиндатский
- Кайлинское сельское поселение (код ОКТМО — 32 643 424)
  - с. Кайла
  - п. Воскресенка (Суровка)
  - д. Данковка
  - д. Малиновка
- Китатское сельское поселение (код ОКТМО — 32 643 428)
  - с. Новониколаевка
  - п. Донской
  - п. Майский
  - с. Мальцево
  - д. Пономарёвка
- Марьевское сельское поселение (код ОКТМО — 32 643 432)
  - д. Марьевка
  - д. Арышево
  - д. Сергеевка
- Судженское сельское поселение (код ОКТМО — 32 643 436)
  - с. Судженка
  - п. Антоновка
  - п. рзд. Мальцево
  - д. Ольговка
- Улановское сельское поселение (код ОКТМО — 32 643 440)
  - с. Улановка
  - п. Димитрово
  - с. Ишим
  - д. Медведчиково

В августе-сентябре 2019 года все городские и сельские поселения муниципального района упразднены и объединены в муниципальный округ.

#### Яшкинский муниципальный район
Код ОКТМО — 32 646
- Яшкинское городское поселение (код ОКТМО — 32 646 151)
  - пгт Яшкино
- Акациевское сельское поселение (код ОКТМО — 32 646 402)
  - п. Акация
  - д. Власково
  - д. Зырянка
  - д. Крылово
  - д. Нижняя Тайменка
- Дубровское сельское поселение (код ОКТМО — 32 646 408)
  - п. Яшкинский
  - д. Ботьево
  - п. Дубровка
  - д. Нижнешубино
  - п. Трактовый
  - п.ст. Хопкино
- Колмогоровское сельское поселение (код ОКТМО — 32 646 414)
  - с. Колмогорово
  - д. Писаная
- Ленинское сельское поселение (код ОКТМО — 32 646 419)
  - п. Ленинский
  - д. Дауровка
  - д. Верх-Иткара
  - д. Иткара
  - д. Кулаково
  - д. Соломатово
  - д. Сосновый Острог
  - д. Усть-Сосновка
  - д. Юрты-Константиновы
- Литвиновское сельское поселение (код ОКТМО — 32 646 420)
  - п.ст. Литвиново
  - д. Балахнино
  - д. Каленово
  - д. Корчуганово
  - с. Красноселка
  - д. Литвиново
  - п.ст. Тальменка
- Пачинское сельское поселение (код ОКТМО — 32 646 424)
  - с. Пача
  - д. Миничево
  - д. Морковкино
  - с. Нижнеяшкино
  - д. Синеречка
- Пашковское сельское поселение (код ОКТМО — 32 646 428)
  - с. Пашково
  - с. Косогорово
  - д. Мелково
  - д. Северная
- Поломошинское сельское поселение (код ОКТМО — 32 646 432)
  - с. Поломошное
  - п. Октябрьский
  - п. Осоавиахим
  - п. Сланцевый Рудник
  - ст. Тутальская
  - п. Тутальский Санаторий
- Таловское сельское поселение (код ОКТМО — 32 646 436)
  - с. Таловка
  - д. Каменный Брод
  - д. Клинцовка
  - д. Крутовка
  - д. Низовка
- Шахтёрское сельское поселение (код ОКТМО — 32 646 450)
  - п. Шахтёр
  - д. Воскресенка
  - с. Мохово

В августе-сентябре 2019 года все городские и сельские поселения муниципального района упразднены и объединены в муниципальный округ.